# نيمانيا ألكسندروف
نيمانيا ألكسندروف (بالصربية: Немања Александров) مواليد 10 أبريل 1987 في بلغراد، جمهورية صربيا الاشتراكية، جمهورية يوغوسلافيا الاشتراكية الاتحادية، هو لاعب كرة سلة صربي. بدأ مسيرته الاحترافية في سنة 2002. يلعب مع إسبارن بريمرهافن في الدوري الألماني لكرة السلة. يحمل الرقم 32. يبلغ طوله 6 قدم 11 بوصة (2.1 م).

## المسيرة الاحترافية
لعب مع إف إم بي من سنة 2002 إلى 2006، ثم لعب مع ريد ستار من سنة 2006 إلى 2009، ثم لعب مع أوليمبيا في موسم 2009–2010، ثم لعب مع فيكتوريا يبرتاس بيزارو في الدوري الإيطالي في موسم 2010–2011، ثم لعب مع باسكت مانريسا في الدوري الإسباني في سنة 2013، ثم لعب مع إي دبليو إي باسكتس أولدنبورغ في الدوري الألماني من سنة 2013 إلى 2016، ثم لعب مع عنتاب لكرة السلة في الدوري التركي في سنة 2016، ثم لعب مع إسبارن بريمرهافن في الدوري الألماني في سنة 2016.

## روابط خارجية
- نيمانيا ألكسندروف على موقع الاتحاد الدولي لكرة السلة (الإنجليزية)
- نيمانيا ألكسندروف على موقع الدوري الأوروبي لكرة السلة (الإنجليزية)
- نيمانيا ألكسندروف على موقع الدوري الإسباني لكرة السلة (الإسبانية)
- نيمانيا ألكسندروف على موقع كرة السلة الأوروبية.كوم (الإنجليزية)
- نيمانيا ألكسندروف على موقع DraftExpress.com (الإنجليزية)
- نيمانيا ألكسندروف على موقع ريلجم (الإنجليزية)
- نيمانيا ألكسندروف على موقع بروبوليرز (الإنجليزية)
- نيمانيا ألكسندروف على موقع سبورتس رفرنس (الإنجليزية)